# Chtokman
Le gisement de Chtokman (en russe : Штокман ; en anglais : Shtokman) est l'une des plus grandes réserves de gaz naturel au monde. Il est situé dans la partie russe de la mer de Barents, 650 km au nord de la péninsule de Kola et à l'ouest de la Nouvelle-Zemble. Ses réserves sont estimées à 3 200 Gm3 - soit quelque 2 % des réserves mondiales de gaz conventionnel et plus de deux fois les réserves du Canada, troisième pays producteur. Le gisement est situé à 350 m de profondeur en moyenne.

## Conditions d'exploitation
Ses réserves en gaz naturel ont été découvertes en 1988, mais le gisement n'a pas encore été exploité en raison des conditions d'extraction arctiques et de sa profondeur. De plus, le gisement est situé à 500 km des côtes, ce qui pose deux sérieux problèmes. Cette distance interdit tout d'abord l'emploi d'hélicoptères pour assurer la rotation des personnels et le ravitaillement. Il faudra ensuite construire un gazoduc sous-marin de 500 km de long, soit quatre fois plus que celui du projet Snøhvit dans le secteur norvégien, dont la construction se heurte à des difficultés considérables ; une fois achevé, ce sera le plus long gazoduc sous-marin du monde en milieu polaire.

## Licences d'exploitation
Deux entreprises russes ont obtenu des licences d'exploitation pour ce gisement : Sevmorneftegaz (une filiale de Gazprom) et Gazprom. Gazprom possède les droits jusqu'en 2010. Le gisement alimenterait un grand terminal d'exportation de gaz naturel liquéfié.
En septembre 2005, Gazprom a lancé un appel d'offres international pour créer un consortium visant à l'exploitation du gisement. Les coûts d'exploitation sont estimés à 15 milliards USD. Il est prévu que les entreprises choisies obtiennent 49 % des droits sur le consortium, Gazprom en conservant 51 %. Cinq entreprises ont été présélectionnées : 
- deux entreprises norvégiennes: Statoil (aujourd'hui Equinor) et Norsk Hydro,
- une entreprise française : Total
- deux entreprises américaines : Chevron Corporation et ConocoPhillips.

La décision sur les partenaires choisis par Gazprom était initialement prévue pour le 15 avril 2006 et selon le quotidien russe Vedomosti , les deux entreprises norvégiennes devraient s'allier en un consortium, les deux entreprises américaines aussi, ces deux consortiums deviendront les partenaires de Gazprom, ce qui laissait présager que Total ne serait alors vraisemblablement pas choisie.
En octobre 2006, Gazprom annonce son intention de développer seul le gisement. Selon certains, l'entrée en production en 2011 semble impossible à réaliser, car Gazprom n'a pas d'expérience en production offshore. Néanmoins, le quotidien russe Kommersant croit savoir que la décision de Gazprom de développer seul le gisement est due à de nouvelles estimations qui indiquent que le gisement est plus riche que prévu et donc que les risques financiers sont moindres.
Cependant le 12 juillet 2007, Gazprom change d'avis et annonce que Total va obtenir 25 % des parts du consortium. Le coût estimé de l'infrastructure à mettre en place pour exploiter le gisement de Chtokman est estimé en 20 et 30 milliards de dollars américains.
Ce revirement peut s'expliquer par un certain manque d'expérience de Gazprom sur la liquéfaction en GNL, le choix de Total étant à mettre en perspective avec les enjeux politico-économiques entre la Russie et l'Union européenne.[réf. nécessaire]
Début 2010, dans une atmosphère d'excédents de production gazière et de récession économique, les partenaires décident de retarder de 3 ans la mise en exploitation du gisement, soit 2016 pour la distribution par pipeline, et 2017 sous forme liquéfiée.
Le coût du développement du projet, estimé au départ à 15 milliards de dollars, avait été revu à au moins 30 milliards ; Statoil s'est retiré du projet en août 2012, puis Total en juin 2015 ; Gazprom a annoncé qu'il sera repris lorsque la technologie ou les conditions de marché seront plus favorables.
Le début de l'exploitation du gisement a pris du retard, au point que Total et Statoil se sont retirés du projet, respectivement en 2012 et 2015. En 2012, Vladimir Poutine avait d'ailleurs fait la promesse que l'exploitation du gisement serait opérationnelle avant 2017. Cette exploitation devait au départ débuter en 2013 mais a été à ce moment-là repoussée à 2015, à cause, notamment, des conditions climatiques de la région qui rendent l'extraction bien moins rentable qu'ailleurs.
Le projet d'exploitation a été définitivement abandonné en 2019 avec la fermeture par Gazprom de la société d'exploitation du gisement  Gazprom Shtokman Development AG.

## Distribution
Le groupe GDF Suez a annoncé fin aout 2008 son intérêt pour être distributeur de ce gaz.

## Sources
1. 1 2  (en) Total chosen as Gazprom partner, BBC News, 12 juillet 2007
2. ↑  (no) Hydro og Statoil i Stockman-finalen
3. ↑  (en) Russian Paper Forecasts Norwegian and US Companies to Win Rights to Shtokman Field
4. ↑  (en) New Findings Prompted Gazprom U-Turn On Shtokman Project, Radio Free Europe-Radio Liberty, 19 octobre 2006
5. ↑  « Shtokman partners delay production start », février 2010 (consulté le 11 février 2010)
6. ↑  Gaz : Total se retire du projet géant de Chtokman, Les Échos du 24 juin 2015.
7. ↑  (en) Matthaios Melas, « The Arctic as a Geopolitical Bond among the European Union, Norway & Russia », Arctic Yearbook,‎ 2016, p. 329 (lire en ligne)
8. ↑  (en) « No more Shtokman Development », sur The Independent Barents Observer (consulté le 4 janvier 2021)
9. ↑  lors de la conférence internationale Offshcore Northern Seas (ONS) à Stavanger, selon Enerpress n° 9647 (p 4)